# چارلز امت (بازیکن فوتبال)
چارلز امت (انگلیسی: Charles Emmett؛ زادهٔ) بازیکن فوتبال اهل بریتانیا است.
از باشگاه‌هایی که در آن بازی کرده‌است می‌توان به باشگاه فوتبال برادفورد سیتی اشاره کرد.